# Тозелли, Энрико
Энрико Тозелли (итал. Enrico Toselli; 13 марта 1883, Флоренция — 15 января 1926, Флоренция) — итальянский пианист и композитор.
Родился в семье Альберто Тозелли, уроженца Ниццы, преподававшего во Флоренции французский язык, и его жены-француженки. Начал учиться музыке у своей матери, затем изучал игру на фортепиано под руководством Джованни Сгамбати и композицию у Джузеппе Мартуччи и Реджинальдо Граццини. Дебютировал в своём родном городе в возрасте десяти лет. С юности много гастролировал как пианист по всей Италии, выступал также в Париже, Каире и Александрии, в США. Пользовался популярностью при дворе королевы Маргариты.
Обратившись к композиции, написал симфоническую поэму «Огонь» (1906) по мотивам одноимённого романа Габриэле Д’Аннунцио, ряд небольших сочинений, из которых наибольшую популярность завоевала Серенада Op. 6 No. 1 (1900) для фортепиано (существует множество транскрипций для разных камерных составов). Тозелли также работал над оперой «Лея» (1909), но не завершил её.
В 1906 году Тозелли познакомился с Луизой Габсбург-Лотарингской, тосканской принцессой, тремя годами раньше получившей развод от своего мужа, наследного принца (а теперь уже короля) Саксонии Фридриха Августа; принцесса была старше музыканта на 13 лет и родила к этому времени семерых детей. Тем не менее, между ними завязался бурный роман, и 25 сентября 1907 года они заключили брак в итальянском консульстве в Лондоне. Этот брак придал дальнейшим гастролям Тозелли (до конца года он выступил с концертами в Милане, Генуе и Варшаве) значительный оттенок скандальности. В мае 1908 года у пары родился единственный сын, Карло Эмануэле Филиберто.
К 1910 году брак пианиста и принцессы фактически распался, и в 1911 году принцесса опубликовала автобиографическую книгу с нападками на своего мужа, давшую начало агрессивной кампании против него в прессе. После продолжительного бракоразводного процесса летом 1912 года супруги были объявлены свободными, ребёнок остался с отцом. Тем не менее, именно Луизе принадлежат либретто для двух оперетт Тозелли: «Французская пленница» (итал. La cattiva francesca; 1912, не поставлена) и «Удивительная принцесса» (итал. La principessa bizzara); вторая из них была представлена в Риме (21 октября 1913) и в Милане, но особого успеха не имела. Зато уже в 1912 году он напечатал в Париже свой ответ Луизе — мемуары «Муж высочества» (фр. Mari d'altesse); годом позже вышли переводы на итальянский и немецкий.
Умер от болезни лёгких на руках у сына и второй жены.